# Kearney County
Kearney County is een county in de Amerikaanse staat Nebraska.
De county heeft een landoppervlakte van 1.337 km² en telt 6.882 inwoners (volkstelling 2000). De hoofdplaats is Minden.

## Bevolkingsontwikkeling

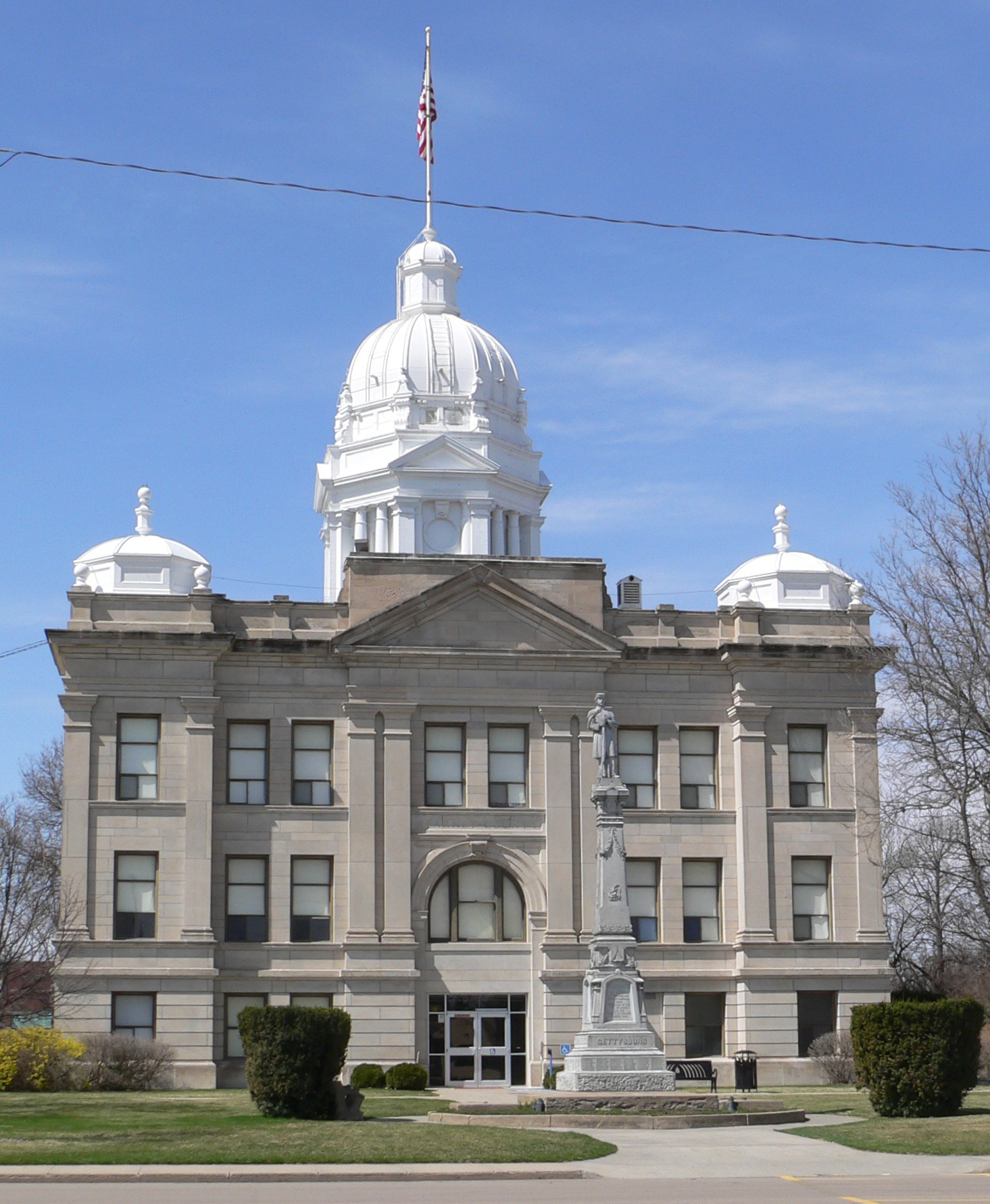
Kearney County Courthouse